# Onciale 0279
- Papyrus
- Onciale
- Minuscules
- Lectionnaire

Le Codex 0279 (dans la numérotation Gregory-Aland), est un manuscrit du Nouveau Testament sur parchemin écrit en écriture grecque onciale.

## Description
Le codex se compose de deux folios. Il est écrit en deux colonnes par page, 25 lignes par colonne. Les dimensions du manuscrit sont 31 x 24 cm,. Les paléographes datent ce manuscrit du VIII ou IXe siècle.
C'est un manuscrit contenant le texte de l'Évangile selon Luc (8,32-44; 22,3.15-16).
Le texte du codex Kurt Aland ne l'a pas placé dans aucune Catégorie.

## Lieu de conservation
Il est conservé au Monastère Sainte-Catherine (N.E. ΜΓ 15) à Sinaï,.